# Heartbeat (Fernsehserie, 2016)
Heartbeat ist eine US-amerikanische Fernsehserie von Jill Gordon, die auf dem Buch Heart Matters von Kathy Magliato basiert. Die Erstausstrahlung fand am 22. März 2016 beim Sender NBC statt. Ursprünglich war eine Ausstrahlung der Serie ab Herbst 2015 angedacht, welche jedoch zu Gunsten der Serie Chicago Med auf damals unbestimmte Zeit verlegt wurde. Grund dafür war die Schwangerschaft von Hauptdarstellerin Melissa George, die nicht in die Handlung geschrieben werden konnte.
Nachdem die Episodenzahl bereits von 13 auf 10 gesenkt worden war, gab der ausstrahlende Sender im Mai 2016 die Einstellung der Serie nach einer Staffel bekannt.

## Handlung
Die Serie handelt vom Leben der Herzchirurgin Alexandra „Alex“ Panttiere, welche versucht, ihr Privatleben mit ihrem anstrengenden Berufsleben in Einklang zu bringen.

## Besetzung
Die Synchronisation der Serie wurde bei der Arena Synchron nach Dialogbüchern von Julia Meynen und Michael Rüth unter der Dialogregie von Meynen erstellt.
| Rolle                   | Darsteller     | Synchronsprecher     |
| ----------------------- | -------------- | -------------------- |
| Dr. Alexandra Panttiere | Melissa George | Natascha Geisler     |
| Dr. Pierce Harrison     | Dave Annable   | Manou Lubowski       |
| Dr. Jessie Shane        | Don Hany       | Sascha Rotermund     |
| Dr. Millicent Silvano   | Shelley Conn   | Alexandra Wilcke     |
| Max Elliot              | Joshua Leonard | Florian Hoffmann     |
| Schwester Ji-Sung       | Maya Erskine   | Magdalena Turba      |
| Dr. Myron Hackett       | D. L. Hughley  | Asad Schwarz         |
| Dr. Casey Callahan      | Jamie Kennedy  | Matthias Deutelmoser |
| Dr. Forrester           | J. Louis Mills | Matti Klemm          |

## Ausstrahlung
Die Ausstrahlungsrechte in Deutschland liegen für das Free-TV bei der RTL Group. Dennoch findet die deutschsprachige Erstausstrahlung ab dem 15. August 2017 beim Anbieter Amazon Video statt.